# Reckwitz
Reckwitz ist eine Ortschaft in der Gemeinde Wermsdorf im Landkreis Nordsachsen. Mit dem Ort Wermsdorf bildet Reckwitz den Ortsteil Wermsdorf. Das Dorf liegt südlich von Wermsdorf und dem Schloss Hubertusburg an der Talsperre Döllnitzsee.

## Geschichte
Das als Platzdorf angelegte und mit einer Block- und Streifenflur versehene Reckwitz wurde 1350 als Rekewicz und 1370 als Regkewicz erwähnt. Es unterstand der Burg (castrum) und später dem Amt Grimma. Erst in der ersten Hälfte des 19. Jahrhunderts kam Reckwitz zum Amt Mutzschen.
Für das Jahr 1416 ist ein Vorwerk belegt. Die Grundherrschaft übte 1548 das Kloster Sornzig aus, spätestens 1764 war Reckwitz ein Amtsdorf.
Um 1550 wirtschafteten in Reckwitz 10 besessene Mann und 7 Inwohner, reichlich zwei Jahrhunderte später war die Einwohnerzahl mit 10 Hufnern und 5 Häuslern nahezu unverändert. Im Verlauf des 19. Jahrhunderts blieb die Einwohnerzahl mit knapp 200 Einwohnern relativ stabil, erst im letzten Viertel stieg sie deutlich an. Mit rund 300 Einwohnern im Jahr 1925 und etwa 400 im Mai 1939 hat sich die Einwohnerzahl innerhalb eines halben Jahrhunderts verdoppelt. Bereits 1946 hatte Reckwitz wieder weniger als 300 Einwohner.
Bei der Einführung der Amtshauptmannschaften im Königreich Sachsen kam Reckwitz zur Amtshauptmannschaft Oschatz, dem späteren Landkreis Oschatz. Am 1. Juli 1950 wurde Reckwitz nach Wermsdorf eingemeindet.
Am 1. November 1888 wurde die Schmalspurbahn Mügeln–Neichen eröffnet, die in Reckwitz einen Haltepunkt hatte. Der letzte Reisezug passierte Reckwitz im Jahr 1972, die Gleise wurden nach der Stilllegung demontiert. Ein Wiederaufbau der Strecke entlang der damaligen Trasse ist wegen der Talsperre heute nicht mehr möglich.
Die ursprünglich bereits 1850 errichtete Talsperre Döllnitzsee wurde Anfang der 1980er Jahre als Ersatz für den Elsterstausee rekonstruiert, der durch tagebauliche Inanspruchnahme verkleinert wurde. Zusätzlich zum Damm wurde ein bis zu 5 Meter hoher und 665 Meter langer Schutzdamm errichtet, da der Wasserspiegel höher ist als Teile der Reckwitzer Grundstücke.